# Sasawatsu

Sasawatsu (лат.) — невалидный род вымерших сумчатых млекопитающих из семейства Palaeothentidae отряда ценолестов (Paucituberculata), обитавших в Южной Америке.
Родовое название Sasawatsu введено в 2004 году Goin и Candela для описанного вида Sasawatsu mahaynaq, однако в 2010 году была установлена принадлежность его к роду Pilchenia и после ряда дискуссий вопрос о приоритете названия был решён в пользу Pilchenia antiqua Goin et al., 2010.